# Genovevo de la O

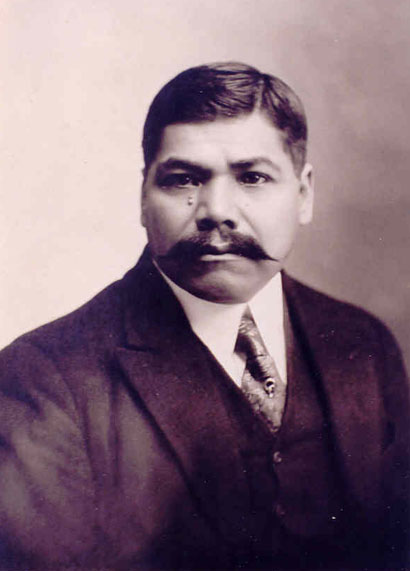
Genovevo de la O

Genovevo de la O Jiménez (Santa María Ahuacatitlán, 3 januari 1876 - aldaar, 12 juni 1952) was een Mexicaans militair, revolutionair en politicus.
De la O was geboren als zoon van landarbeiders uit de staat Morelos. Hij verzette zich tegen hacendados uit zijn regio die poogden grond in te pikken, waardoor hij automatisch tegenstander werd van president Porfirio Díaz. Bij het uitbreken van de Mexicaanse Revolutie sloot hij zich aan bij Emiliano Zapata, en was een van de ondertekenaars van diens Plan van Ayala in 1911.
Zapata benoemde De la O tot kapitein in het Bevrijdingsleger van het Zuiden (ELS). Na langdurige en bloedige gevechten slaagden De la O en de andere aanhangers van Zapata zich meester te maken van Morelos. De la O stond bekend als een kundig militair, maar ook als een bijzonder wreed man. Na de omverwerping van de nieuwe dictator Victoriano Huerta werd De la O benoemd tot generaal. Er was echter een scheuring ontstaan in het revolutionaire leiderschap, waardoor de zapatistas het op moest nemen tegen het Constitutionalistische Leger van Venustiano Carranza. Vanaf 1915 werden de zapatistas steeds verder in het nauw gedreven eindigend in de moord op Zapata in 1919. De la O volgde hem op als leider van de revolutionairen in Zapata maar zonder Zapata viel het leger al snel tegen elkaar. In 1920 maakte De la O gebruik van een amnestie en sloot zich aan bij de constitutionalisten.
De volgende decennia vervulde hij een aantal politieke en militaire functies, tot hij vanwege zijn leeftijd in 1941 met pensioen ging. Desalniettemin bleef hij zich met de politiek bemoeien en poogde alsnog de zapatistische idealen werkelijkheid te laten worden. In 1945 richtte hij de Federatie van Partijen van het Volk (FPP) op waarvan hij de voorzitter werd. Hij overleed in 1952 in zijn geboorteplaats.